# Yang Wei (giocatrice di badminton)
Yang Wei (杨维S, Yáng WéiP; 13 gennaio 1979) è una giocatrice di badminton cinese.
Ha vinto due medaglie olimpiche nel badminton. 
In particolare ha vinto la medaglia d'oro alle Olimpiadi di Atene 2004 nel doppio femminile e precedentemente la medaglia d'argento alle Olimpiadi di Sydney 2000 sempre nel doppio femminile.
Ha partecipato anche alle Olimpiadi 2008.